# Интернет у Србији
Интернет у Србији (тадашњој Југославији) појавио се 28. фебруара 1996. године, на дан Универзитета у Београду, када је национална академска мрежа преко провајдера BeotelNet спојена на интернет. Сви интернет сервиси постају доступни корисницима у Југославији, али су ипак били ограничени на академски круг. Исте године почињу с радом први домаћи комерцијални провајдери чиме се доступност интернета проширује и на неакадемски део Србије односно постаје доступан свим корисницима. У Србији има око 150 регистрованих фирми које су добављачи интернет услуга

## Историјат
Повезивање Србије на интернет је почело крајем 1980-их повезивањем Универзитета у Београду на тадашњу европску академску мрежу (EARN). Са почетком рата у бившој Југославији и увођењем санкција све везе са EARN-ом су прекинуте. Тек крајем 1995. године везе су поново успостављање и почиње прво комерцијално пружање интернет услуга широкој популацији. Чести су били кварови на мрежи прекидања оптичког кабла са Мађарском итд. После демократских промена 2000. долази до убрзаног развоја телекомуникационе инфраструктуре повећања интернет брзина у 2005. интернет линк Србије је достигао 3Gbps. Данас у Србији више од 89% домаћинстава има приступ интернету.

## Брзине интернета
Брзине интернет везе које се тренутно нуде у Србији зависе од технологије преноса података:
- xДСЛ

Стандардне брзине на xДСЛ-у су:
- 10 Mb/s / 2 Mb/s
- 20 Mb/s / 4 Mb/s
- 50 Mb/s / 8 Mb/s
- 100 Mb/s / 10 Mb/s
- Брзине преко оптике
- 200/200 Mb/s
- 400/400 Mb/s
- 600/600 Mb/s
- 1000 Mb/s / 500 Mb/s

Већа вредност представља проток према кориснику (download), а нижа проток од корисника (upload).
- Кабловски интернет

Стандардне брзине протока према кориснику на кабловском интернету су:
- у пакетима са неограниченим протоком на месечном нивоу 200 Mb/s, 300 Mb/s, 600 Mb/s.

Услуге кабловског интернета пружају СББ, Супернова и још неколико мањих оператера.
- Мобилни интернет

Сва три мобилна оператера имају у понуди мобилни интернет који се остварује преко 4G мреже.

## Добављачи услуга
Најзначајнији добављачи широкопојасног интернета у Србији су:
- Телеком Србија
- СББ (кабловски интернет)
- Супернова

## Број корисника
Подаци закључно са 31. 12. 2012
Према последњим извештајима у Србији постоји 4.726.896 прикључака на широкопојасни интернет. Укупан број корисника интернет у Србији је 5.038.924. Број корисника интернета према начину, технологији, повезивања (сви наведени подаци се не односе на АП Косово и Метохија, јер подаци из те покрајине нису доступни):
- Дајл ап

20.440 корисника
- АДСЛ

659.878 корисника
- Кабловски интернет

331.281 корисника
- Бежични интернет

62.013 корисника
- Мобилни (3Г) широкопојасни интернет

291.588 корисника
- Укупан број претплатника 3Г мреже

3.662.919 корисника
- Сви остали начини приступа интернета

10.805 корисника